# Castello di Roccaprebalza
Das Castello di Roccaprebalza ist die Ruine einer mittelalterlichen Höhenburg auf einem ophiolithischen Felssporn, der in das Manubiolatal und das Roccaprebalzatal überhängt, die in der Nähe der Siedlung Roccaprebalza, einem Ortsteil der Gemeinde Berceto in der italienischen Region Emilia-Romagna liegen.

## Geschichte
Die Festung wurde im Mittelalter über dem Manubiolatal im Auftrag der Bischöfe von Parma errichtet. Der Ort, der damals „Pietrabarza“ genannt wurde, wurde erstmalig 1220 in einem Dokument urkundlich erwähnt, in dem der Kaiser des Heiligen Römischen Reiches, Friedrich II., die Feudalrechte dem städtischen Episkopat bestätigte.
Am Fuß des Felssporns, auf dem die Burg steht, hat sich mit der Zeit um das Ravelin eine kleine, befestigte Siedlung entwickelt.
1355 gab der Bischof Ugolino de’ Rossi aufgrund von Schulden die bischöflichen Lehen von Roccaprebalza, Corniglio, Roccaferrara und Corniana an seinen Enkel Giacomo de’ Rossi und seinen Urenkel Bertrando de’ Rossi ab, aber die eigentliche Übergabe erfolgte erst 15 Jahre später.
Im Jahre 1400 bestätigte der Papst Bonifatius IX. den Brüdern Giacomo, Pier Maria I. und Giovanni de’ Rossi die Investitur in das Castello di Roccaprebalza, das in die Grafschaft Berceto integriert wurde. 1448 versuchte der Bischof von Parma, Delfino della Pergola, Berceto, Roccaprebalza und andere Burgen zurückzubekommen, die einmal der Diözese gehört hatten, indem er Pier Maria II. de’ Rossi mit der Exkommunikation bedrohte, aber schließlich war er gezwungen, das Vorhaben aufzugeben.
1464 vermachte Pier Maria II. de’ Rossi zahlreiche Lehen im Apennin, darunter Berceto und Roccaprebalza, testamentarisch seinem Sohn, Bertrando de'Rossi, der aber nur vier Jahre später starb. Mit einer Notiz, die an die Urkunde von 1480 angehängt war, wies der Graf die Lehen seinem legitimierten Sohn Bertrando de’ Rossi zu, der sie sofort in Besitz nahm.
1502 starb Bertrando de' Rossi ohne Söhne und hinterließ seine Güter seinem Neffen Troilo I. de’ Rossi, der die ererbten Lehen in die Grafschaft San Secondo integrierte.
1635 wurde Troilo IV. de’ Rossi vom Herzog von Parma, Odoardo I. Farnese, der Rebellion schuldig befunden und alle seine Besitzungen konfisziert. 1657 überzeugte der Bruder Scipione I. de’ Rossi mit Hilfe des Königs Phillip IV. von Spanien den neuen Herzog Ranuccio II. Farnese, die enteigneten Lehen zurückzugeben, war aber gezwungen, sich dafür enorm zu verschulden, sodass er 1666 gezwungen war, all seine Lehen im Apennin an die herzogliche Liegenschaftsverwaltung in Parma abzugeben.
1707 verlehnte der Herzog Francesco Farnese die Grafschaft Berceto mit der Burgruine von Roccaprebalza an die Markgrafen Boscoli, die es gegen das Castello di Ravarano eintauschten. 1736 gelangten die Grafen Tarasconi Smeraldi in den Besitz des Lehens Roccaprebalza, die sie bis zur Abschaffung der Feudalrechte durch Napoleon im Jahre 1805 behielten. Von der aufgegebenen Festung blieben schon damals lediglich einige Ruinen übrig.

## Beschreibung
Von der alten Burg, die einmal als uneinnehmbar galt und die mit einem Bergfried und einer Zisterne ausgestattet war, blieben nur einige Ruinen der steinernen Mauern erhalten, halb versteckt zwischen den ophiolithischen Felsen.
Am Fuße des steilen Felssporns liegt die Siedlung Roccaprebalza, die der Sage nach ursprünglich über einige unterirdische Gänge mit der Burg darüber verbunden war. Erhalten ist auch eine Reihe von steinernen Gebäuden um den Zugangsravelin zum befestigten Gelände, die sich durch eine Rundbogenarkade aus Sandsteinblöcken auszeichnen.